# Asheqan-wa-Arefan-Schrein
Der Asheqan-wa-Arefan-Schrein ist ein Mausoleum („Ziarat“) der afghanischen Brüder und Volksheiligen Abd al-Samad und Abd al-Salam in der afghanischen Hauptstadt Kabul. Die Grab- und Pilgerstätte liegt in der Altstadt südlich des Kabulflusses.
Die beiden Brüder gelten bei den Sufis und im Volksglauben als Adoptivsöhne des Propheten Mohammed. Sie sollen bei der Eroberung Kabuls durch die Muslime als Märtyrer gestorben sein und den Islam in die Stadt gebracht haben. Abd al-Samad, der jüngere der Brüder, genannt „Asheqan“, der Liebende, gilt als Schutzpatron der Liebenden (Gottesliebe), sein älterer Bruder Abd al-Salam, genannt „Arefan“, der Erleuchtete, gilt als Schutzpatron der Wissenden (Teilhaft an der göttlichen Weisheit).
Das Stadtviertel, in dem das Heiligtum liegt, (Mahale-e) Asheqan wa Arefan („[Viertel der] Liebenden und Wissenden“), ist nach den Brüdern benannt. Rund um das Heiligtum wohnten einst Derwische des Naqschbandīya-Ordens. Der Aga Khan Trust for Culture (AKTC) finanziert seit 2005 die Restaurierung des Stadtviertels. Am Eingang zum Schrein befindet sich ein Emblem der Hand Fatimas. Zum Areal der Pilgerstädte gehören ein Friedhof und eine Moschee.